# Stadion Hàng Đẫy
Stadion Hàng Đẫy (wiet. Sân vận động Hàng Đẫy) – wielofunkcyjny stadion w stolicy Wietnamu, Hanoi o pojemności 22500 widzów. Jest używany głównie na mecze piłkarskie.
W latach 2000-2005 nazywał się Hà Nội (wiet. Sân vận động Hà Nội).
Przed wybudowaniem Stadionu Narodowego Mỹ Đình na Hàng Đẫy odbywały się mecze reprezentacji Wietnamu.
Na tym stadionie zostały rozegrane mecze grupy B oraz finał Pucharu Tygrysa 1998.
Swoje mecze grają na nim wszystkie 4 kluby z Hanoi: Hà Nội T&T FC, Thể Công, Hòa Phát Hà Nội FC i Hà Nội F.C.